# 陸上無線技術士
陸上無線技術士（りくじょうむせんぎじゅつし）は、無線従事者の一種で電波法第40条第1項第4号イからロに規定するものである。 
英語表記は"Technical Radio Operator for On-The-Ground Services"。

## 概要

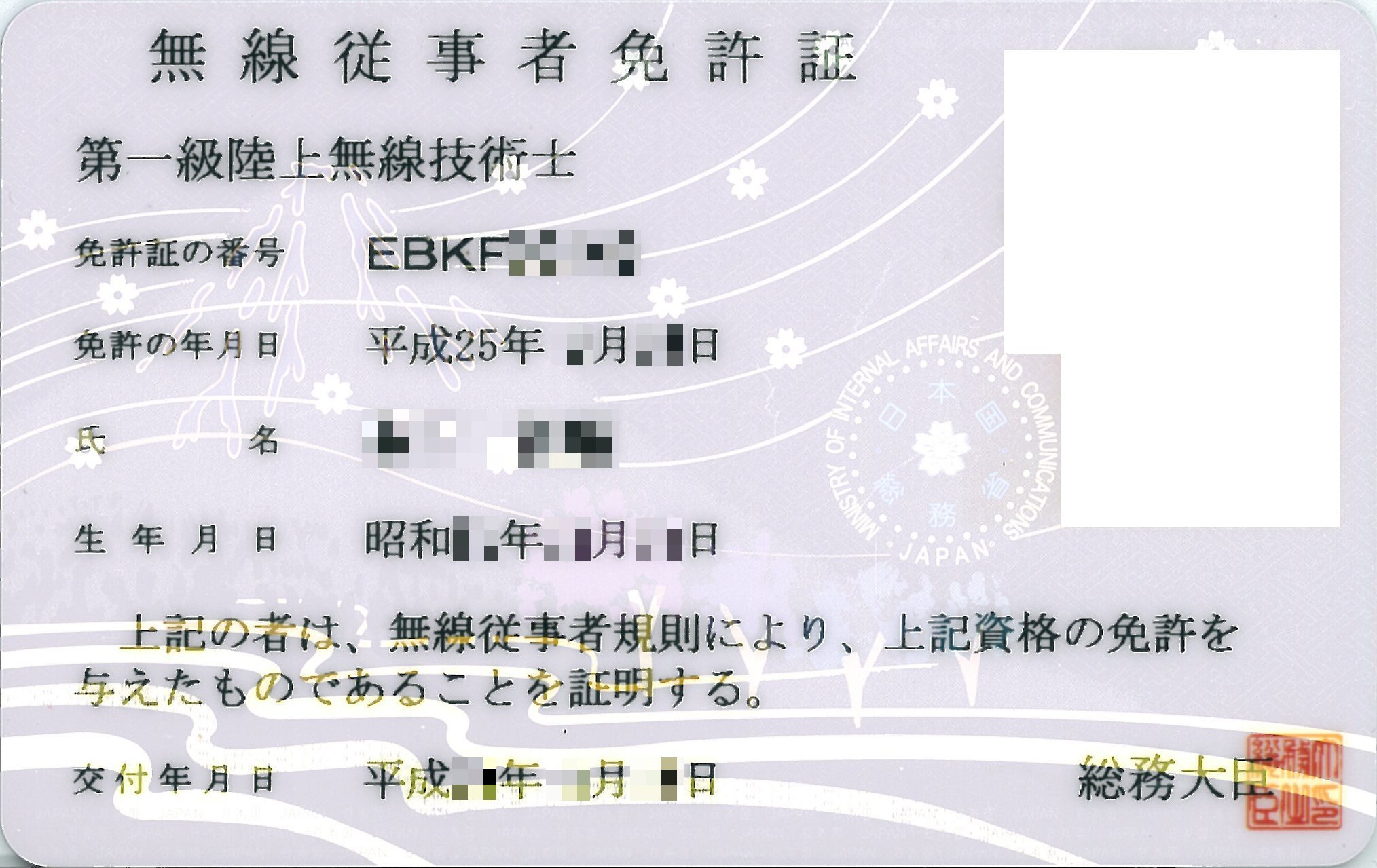
無線従事者免許証（第一級陸上無線技術士）
平成22年4月以降発給

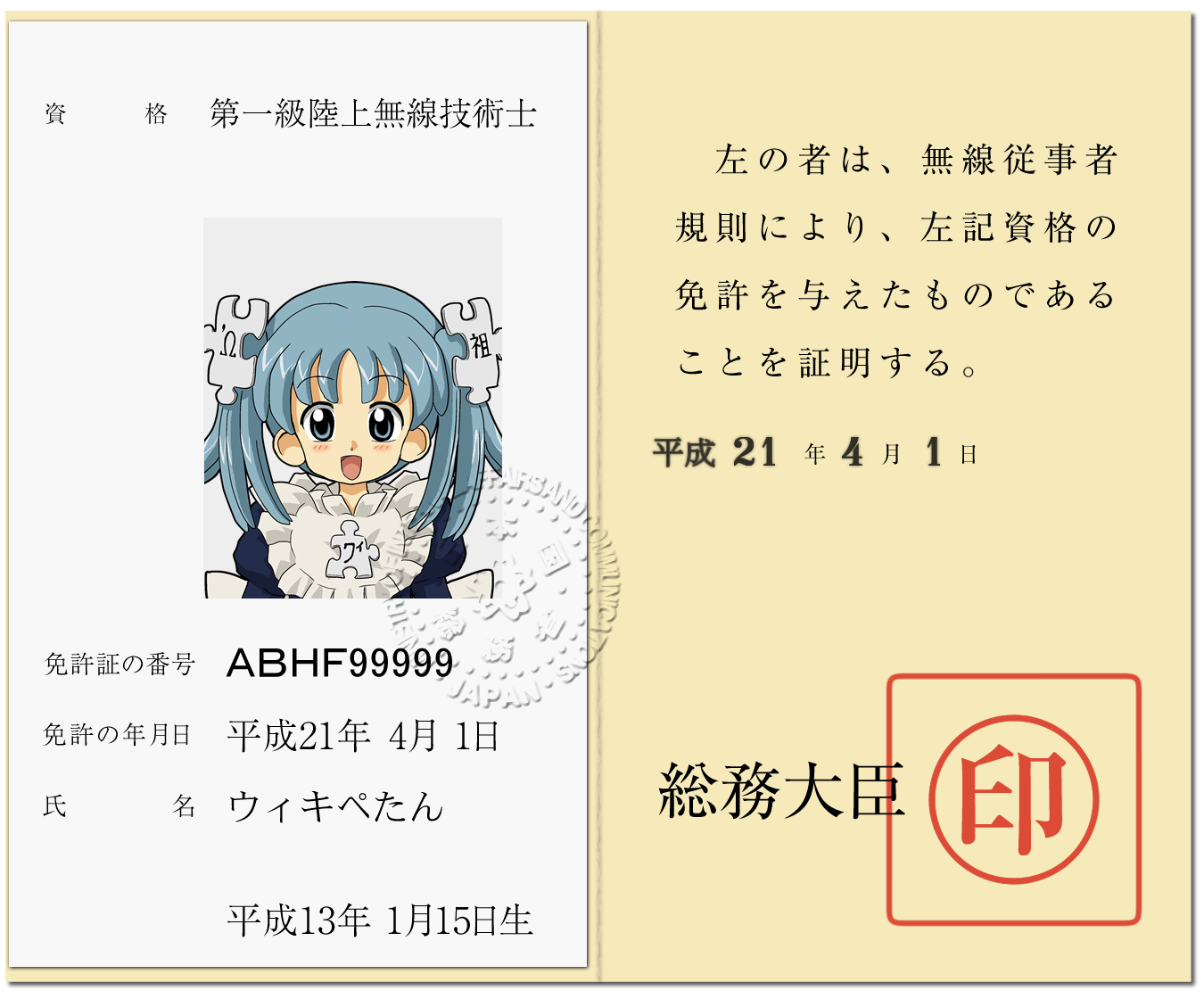
無線従事者免許証（第一級陸上無線技術士）
平成22年3月まで発給

第一級（一陸技）、第二級（二陸技）の2種に分かれる。（　）内は通称で、陸技と総称される。
従前の第一級無線技術士（略称は一技）は一陸技、第二級無線技術士（二技）は二陸技とみなされる。「陸上無線技術士」に改編される前の「無線技術士」では許されていた範囲が広かった。
一陸技は点検員（第一類）、二陸技は点検員（第二類）となる。
第一級・第二級・第三級陸上特殊無線技士は、二陸技の下位資格である。
技術士法に基づく文部科学省所管の技術士の資格ではない。技術士には名称独占が定められているが、陸上無線技術士は先行する国家資格であり名称独占である。

## 操作範囲
政令電波法施行令第3条による。
2011年（平成23年）6月30日現在
| 種別   | 操作範囲 |
| ------ | --- |
| 一陸技 | 無線設備の技術操作（アマチュア無線局の操作を除く。） 第四級アマチュア無線技士の操作の範囲に属する操作 |
| 二陸技 | 次に掲げる無線設備の技術操作（アマチュア無線局の操作を除く。） 1. 空中線電力2kW以下の無線設備（テレビジョン基幹放送局の無線設備を除く。） 2. テレビジョン基幹放送局の空中線電力500W以下の無線設備 3. レーダーで1.に掲げるもの以外のもの 4. 1.及び3.以外の無線航行局の無線設備で960MHz以上の周波数の電波を使用するもの 第四級アマチュア無線技士の操作の範囲に属する操作 |

操作範囲について他種別の無線従事者との関係は次の通りである。
無線通信に用いる設備の技術操作を行うための資格であり、特に基幹放送局（コミュニティ放送局および受信障害対策中継放送局を除く）においては必置資格と言える。
一陸技は、無線設備の技術操作（目的・範囲を問わず全ての無線局が対象であり、船舶局や航空機局も含まれる。下記参照。）、二陸技は、操作を行う無線設備の用途・周波数により、取り扱える空中線電力が変化する（扱える周波数に制限はない）。
通信操作に関する規定はないが、陸上に開設した無線局の多くは通信操作に資格を必要とせず（電波法施行規則第33条（簡易な操作）第4号(1)）、マイクやキーボードを用いて通信を行うことも珍しくない。
- 一陸技は無線設備の技術操作に関して最高の資格であり試験の水準も高い。第一級総合無線通信士（略称は一総通）と並んで無線従事者免許の最高峰である。一総通はすべての通信操作および二陸技の技術操作ができるので、一総通と一陸技を持っていれば、無線局の操作範囲を全て包含する。
- 名称に「陸上」が付されているが、単に操作対象として想定される無線設備の多数が陸上に設けられているものであるために過ぎず、操作範囲が陸上にある無線設備に限定されているわけではない（平成元年の電波法改正（法律第67号）により、海上無線通信士の資格が創設されたことによる影響である。それまでは、「陸上」が冠されない「無線技術士」という呼称であった）。
  - 無線設備の技術操作に関し、航空法による航空通信士の技能証明や船舶職員法による海技士（通信・電子通信等）の資格・船舶局無線従事者証明をあわせて要求される無線局の場合は、陸技のみを基礎としてこれらを取得できないため、陸技の資格だけでは、それらの無線局の無線設備の技術操作を行うことができない（操作範囲とは別の次元の制限である）。
  - また、例えば第二級（第三級）海上無線通信士と一陸技の資格を併せ持つ者は、第一級海上無線通信士の資格を全科目免除により取得でき、それにより1級海技士（電子通信）の受験資格を得ることができるが、単に第二級（第三級）海上無線通信士と一陸技の資格を併せ持つにとどまる場合には、電波法令上は両資格を併せれば第一級海上無線通信士と同等の操作が可能となるものの、2級（3級）海技士（電子通信）の受験資格までしか満たせない等の制限もある（いずれの場合も別途乗船履歴を要する）。
- アマチュア局の操作範囲は第四級のみにとどまる。これは法規の試験に「国際法規（国際電気通信連合憲章・同条約および同憲章に規定する無線通信規則）」および「モールス符号に関する知識」の出題が無いため、これらの知識が試験で証明されないからである。
- 陸上無線技術士の免許証は、無線通信規則に規定する証明書に該当しない。そのため、総合無線通信士、海上無線通信士、航空無線通信士及び第一級海上特殊無線技士と異なり、国際的に標準化されたものではない。但し、アマチュア無線では、相互資格認証（一般的には「相互運用協定」と呼ばれている）を締結している国、その他の日本の免許に基づいて運用を認めている国では、その国が認めた操作範囲内で有効となる。

免許証関係事項証明
上記の通り、一・二陸技は第四級アマチュア無線技士の資格で操作可能なアマチュア無線局の無線設備の操作を行うことができるが、これについて免許証に付記や英訳文はない。免許に関する事項について証明が必要な場合は、邦文または英文の「証明書」の発行を請求できる。
無線従事者免許証#免許証関係事項証明を参照

### 変遷
1990年（平成2年）- 一陸技・二陸技の操作範囲が規定された。
2011年（平成23年）- 放送法改正により従前の放送が基幹放送とされたことに伴い、放送局が基幹放送局となった。

## 取得
次のいずれかによる。
- #国家試験に合格すること。
- 所定の#資格、業務経歴、その他の要件を有すること。

### 国家試験
日本無線協会により7・1月の年2回実施される。
試験方法及び科目
総務省令無線従事者規則第3条に筆記によることが、第5条に科目が規定されている。

#### 試験科目
一陸技
1. 無線工学の基礎
  1. 電気物理の詳細
  2. 電気回路の詳細
  3. 半導体及び電子管の詳細
  4. 電子回路の詳細
  5. 電気磁気測定の詳細
2. 法規
  1. 電波法及びこれに基づく命令の概要
3. 無線工学A
  1. 無線設備の理論、構造及び機能の詳細
  2. 無線設備のための測定機器の理論、構造及び機能の詳細
  3. 無線設備及び無線設備のための測定機器の保守及び運用の詳細
4. 無線工学B
  1. 空中線系及び電波伝搬（以下「空中線系等」という。）の理論、構造及び機能の詳細
  2. 空中線系等のための測定機器の理論、構造及び機能の詳細
  3. 空中線系及び空中線系等のための測定機器の保守及び運用の詳細

二陸技
1. 無線工学の基礎
  1. 電気物理
  2. 電気回路
  3. 半導体及び電子管
  4. 電子回路
  5. 電気磁気測定
2. 法規
  1. 電波法及びこれに基づく命令の概要
3. 無線工学A
  1. 無線設備の理論、構造及び機能
  2. 無線設備のための測定機器の理論、構造及び機能
  3. 無線設備及び無線設備のための測定機器の保守及び運用
4. 無線工学B
  1. 空中線系等の理論、構造及び機能
  2. 空中線系等のための測定機器の理論、構造及び機能
  3. 空中線系及び空中線系等のための測定機器の保守及び運用

試験の水準は大学の電気工学関係学科卒業程度と言われるが、一陸技の出題範囲、出題傾向は他の大学卒業程度の無線従事者国家試験とかなり異なっており、無線工学の基礎、無線工学A、無線工学Bの実質的な難度は一総通以上であり、最高の難度とされている。

#### 一部免除
科目合格者
- 試験の翌月の初めから3年間（非常事態で国家試験が行われなかった場合等で告示に定められた者は3年を経過した後において最初に行われる試験の実施日まで）

科目免除認定校の卒業者
- 卒業の日から無線工学の基礎を3年間。（同上）

  - 一陸技については一陸技
  - 一・二陸技、第一級総合無線通信士については二陸技
  - 学校、学科については一部免除認定校一覧[6]を参照。

| 現有資格             | 受験資格 | 免除科目       |
| -------------------- | -------- | -------------- |
| 第一級総合無線通信士 | 一陸技   | 法規           |
| 第二級総合無線通信士 | 二陸技   | 法規           |
| 第一級海上無線通信士 | 二陸技   | 無線工学の基礎 |

| 現有資格                    | 業務経歴                                                                      | 受験資格 | 免除科目            |
| --------------------------- | ----------------------------------------------------------------------------- | -------- | ------------------- |
| 第一級総合無線通信士 二陸技 | 現有資格によりアマチュア局を除く無線局の無線設備の操作に3年以上従事した経歴。 | 一陸技   | 無線工学の基礎 法規 |
| 第二級総合無線通信士        | 現有資格によりアマチュア局を除く無線局の無線設備の操作に3年以上従事した経歴。 | 二陸技   | 無線工学の基礎 法規 |

電気通信事業法の資格者
- 電気通信主任技術者の伝送交換主任技術者は、無線工学の基礎及び無線工学A。
- 電気通信主任技術者の線路主任技術者は、無線工学の基礎。

試験地および日程
- 日本無線協会の本支部所在地。但し所在地以外に試験場を設定することがあり、この場合は申請時に選択が可能。
- 平日に実施する。

合格基準等
試験の合格基準等から抜粋
| 科目           | 問題数 | 問題形式                      | 満点 | 合格点 | 時間  |
| -------------- | ------ | ----------------------------- | ---- | ------ | ----- |
| 無線工学の基礎 | 25     | 多肢選択式 マークシートを使用 | 125  | 75     | 150分 |
| 無線工学A      | 25     | 多肢選択式 マークシートを使用 | 125  | 75     | 150分 |
| 無線工学B      | 25     | 多肢選択式 マークシートを使用 | 125  | 75     | 150分 |
| 法規           | 20     | 多肢選択式 マークシートを使用 | 100  | 60     | 120分 |

試験手数料
2020年（令和2年）4月1日以降、一陸技16,500円、二陸技13,700円
- 令和4年1月試験から受験票がオンライン発行になったが、それまでは原則として郵送によるので、受験票送付用郵送料（第二種郵便物料金）を合算して納付していた。

| 年度                                                            | 平成20年度 | 平成20年度 | 平成21年度 | 平成21年度 | 平成22年度 | 平成22年度 | 平成23年度 | 平成23年度 | 平成24年度 | 平成24年度 |
| --------------------------------------------------------------- | ---------- | ---------- | ---------- | ---------- | ---------- | ---------- | ---------- | ---------- | ---------- | ---------- |
| 種別                                                            | 一陸技     | 二陸技     | 一陸技     | 二陸技     | 一陸技     | 二陸技     | 一陸技     | 二陸技     | 一陸技     | 二陸技     |
| 申請者数(人)                                                    | 5,807      | 1,859      | 5,864      | 2,028      | 6,184      | 2,103      | 6,349      | 2,009      | 6,554      | 1,967      |
| 受験者数(人)                                                    | 4,974      | 1,594      | 5,032      | 1,743      | 5,342      | 1,855      | 5,557      | 1,788      | 5,617      | 1,734      |
| 合格者数(人)                                                    | 721        | 284        | 1,007      | 365        | 1,059      | 401        | 1,059      | 384        | 1,194      | 349        |
| 合格率(％)                                                      | 14.5       | 17.8       | 20.0       | 20.9       | 19.8       | 21.6       | 19.1       | 21.5       | 21.3       | 20.1       |
| 全科目免除者数(人)                                              | 32         | 34         | 45         | 46         | 50         | 37         | 55         | 41         | 42         | 41         |
| 年度                                                            | 平成25年度 | 平成25年度 | 平成26年度 | 平成26年度 | 平成27年度 | 平成27年度 | 平成28年度 | 平成28年度 | 平成29年度 | 平成29年度 |
| 種別                                                            | 一陸技     | 二陸技     | 一陸技     | 二陸技     | 一陸技     | 二陸技     | 一陸技     | 二陸技     | 一陸技     | 二陸技     |
| 申請者数(人)                                                    | 6,787      | 1,866      | 6,773      | 1,674      | 6,540      | 1,512      | 5,937      | 1,412      | 5,639      | 1,320      |
| 受験者数(人)                                                    | 5,908      | 1,639      | 5,857      | 1,466      | 5,686      | 1,328      | 5,175      | 1,263      | 4,862      | 1,188      |
| 合格者数(人)                                                    | 1,336      | 352        | 1,395      | 376        | 1,485      | 318        | 1,332      | 307        | 1,233      | 302        |
| 合格率(％)                                                      | 22.6       | 21.5       | 23.8       | 25.6       | 26.1       | 23.9       | 25.7       | 24.3       | 25.4       | 25.4       |
| 全科目免除者数(人)                                              | 72         | 55         | 50         | 39         | 80         | 32         | 54         | 35         | 50         | 24         |
| 年度                                                            | 平成30年度 | 平成30年度 | 令和元年度 | 令和元年度 | 令和2年度  | 令和2年度  | 令和3年度  | 令和3年度  | 令和4年度  | 令和4年度  |
| 種別                                                            | 一陸技     | 二陸技     | 一陸技     | 二陸技     | 一陸技     | 二陸技     | 一陸技     | 二陸技     | 一陸技     | 二陸技     |
| 申請者数(人)                                                    | 5,680      | 1,285      | 6,018      | 1,253      | 6,299      | 1,031      | 8,439      | 1,105      | 8,066      | 1,054      |
| 受験者数(人)                                                    | 4,888      | 1,140      | 5,162      | 1,114      | 5,428      | 896        | 7,292      | 942        | 6,977      | 911        |
| 合格者数(人)                                                    | 1,417      | 339        | 1,646      | 395        | 1,456      | 294        | 1,844      | 305        | 1,536      | 266        |
| 合格率(％)                                                      | 29.0       | 29.7       | 31.9       | 35.5       | 26.8       | 32.8       | 25.3       | 32.4       | 22.0       | 29.2       |
| 全科目免除者数(人)                                              | 44         | 26         | 60         | 13         | 45         | 20         | 122        | 17         | 68         | 11         |
| 年度                                                            | 令和5年度  | 令和5年度  |            |            |            |            |            |            |            |            |
| 種別                                                            | 一陸技     | 二陸技     |            |            |            |            |            |            |            |            |
| 申請者数(人)                                                    | 7,139      | 984        |            |            |            |            |            |            |            |            |
| 受験者数(人)                                                    | 6,095      | 890        |            |            |            |            |            |            |            |            |
| 合格者数(人)                                                    | 1,262      | 244        |            |            |            |            |            |            |            |            |
| 合格率(％)                                                      | 20.7       | 27.4       |            |            |            |            |            |            |            |            |
| 全科目免除者数(人)                                              | 52         | 19         |            |            |            |            |            |            |            |            |
| 注 申請者数、受験者数、合格者数には、全科目免除者数を含まない。 |            |            |            |            |            |            |            |            |            |            |

### 資格、業務経歴、その他の要件
右欄の資格と業務経歴を有する者は、認定講習を修了することにより左欄の免許が与えられる。
| 種別   | 要件 |
| ------ | --- |
| 一陸技 | 第一級総合無線通信士または二陸技を有し、これによりアマチュア局を除く無線局の無線設備の操作に7年以上従事した経歴。 |
| 二陸技 | 第二級総合無線通信士を有し、これによりアマチュア局を除く無線局の無線設備の操作に7年以上従事した経歴。             |

総合通信局長（沖縄総合通信事務所長を含む。以下同じ。）の認定を受けた団体が認定講習を実施する。
この団体は認定講習課程実施者という。
講義はeラーニングによることができる。
- 日本無線協会は需要に応じ実施するものとしている。

無線従事者規則に規定する認定講習時間数
| 種別   | 無線工学    |
| ------ | ----------- |
| 一陸技 | 150時間以上 |
| 二陸技 | 120時間以上 |

### 取得者数
|              | 一陸技 | 二陸技 | 計     |
| ------------ | ------ | ------ | ------ |
| 平成2年度末  | 20,645 | 25,321 | 45,966 |
| 平成3年度末  | 21,405 | 25,514 | 46,919 |
| 平成4年度末  | 22,126 | 25,652 | 47,778 |
| 平成5年度末  | 22,722 | 25,874 | 48,596 |
| 平成6年度末  | 23,395 | 26,047 | 49,442 |
| 平成7年度末  | 24,082 | 26,245 | 50,327 |
| 平成8年度末  | 25,016 | 26,494 | 51,510 |
| 平成9年度末  | 25,778 | 26,816 | 52,594 |
| 平成10年度末 | 26,603 | 27,096 | 53,699 |
| 平成11年度末 | 27,147 | 27,438 | 54,585 |
| 平成12年度末 | 28,033 | 27,805 | 55,838 |
| 平成13年度末 | 28,761 | 28,232 | 56,993 |
| 平成14年度末 | 29,542 | 28,583 | 58,125 |
| 平成15年度末 | 30,213 | 28,891 | 59,104 |
| 平成16年度末 | 30,804 | 29,189 | 59,993 |
| 平成17年度末 | 31,517 | 29,546 | 61,063 |
| 平成18年度末 | 32,220 | 29,807 | 62,027 |
| 平成19年度末 | 32,975 | 30,139 | 63,114 |
| 平成20年度末 | 33,723 | 30,418 | 64,141 |
| 平成21年度末 | 34,702 | 30,777 | 65,479 |
| 平成22年度末 | 35,853 | 31,222 | 67,075 |
| 平成23年度末 | 36,950 | 31,620 | 68,570 |
| 平成24年度末 | 38,175 | 31,972 | 70,147 |
| 平成25年度末 | 39,549 | 32,334 | 71,883 |
| 平成26年度末 | 40,989 | 32,753 | 73,742 |
| 平成27年度末 | 42,537 | 33,124 | 75,661 |
| 平成28年度末 | 43,896 | 33,420 | 77,316 |
| 平成29年度末 | 45,177 | 33,731 | 78,908 |
| 平成30年度末 | 46,608 | 34,049 | 80,657 |
| 令和元年度末 | 48,292 | 34,445 | 82,737 |
| 令和2年度末  | 49,770 | 34,739 | 84,509 |
| 令和3年度末  | 51,706 | 35,029 | 86,735 |
| 令和4年度末  | 53,380 | 35,294 | 88,674 |
| 令和5年度末  | 54,644 | 35,518 | 90,162 |

この節の統計は、資格・試験
による。

### 制度の変遷
1990年（平成2年）
- 予備試験と本試験の二段階で、予備試験は本試験の1ヶ月前に実施された。[1]
  - 予備試験の免除は試験の翌月の初めから、または科目免除認定校卒業の日から10年間だった。
  - 本試験の科目合格の免除は試験の翌月の初めから2年間だった。
- 琉球政府の旧第三級無線技術士で3年間の業務経歴がある者は二陸技の予備試験が免除された。[10]
- 国（地方電気通信監理局（沖縄郵政管理事務所を含む。以下同じ。））が国家試験を実施していた。
  - 試験は記述式だった。

1996年（平成8年）
- 予備試験が廃止され本試験と一本化された。また、科目合格の免除は試験の翌月の初めから、科目免除認定校卒業による免除は卒業の日から、すべて3年間とされた。[11]
  - 琉球政府の旧第三級無線技術士に対する免除も対象を失った。
- 日本無線協会が国家試験を実施することとなった。[12]
- 試験がマークシート式となった。

2013年（平成25年）- 非常事態等で告示に定められた場合は科目免除が3年を超えることとなった。

## その他
下記の資格などの何れかに、一陸技または二陸技が任用の要件、受験・受講資格の取得、試験科目の免除、業務経歴又は免許保有による取得とされるものがある。業務経歴その他の制限があるものも含まれており、詳細は各項目を参照のこと。
任用の要件
- 電波法第24条の2に規定する登録検査等事業者等の点検員
- 同　判定員（業務経歴を要する。）
- 電波法第38条の8第2項に規定する技術基準適合証明の登録証明機関の証明員（業務経歴を要する。）
- 電波法第47条に規定する指定無線従事者国家試験機関の試験員
- 電波法第71条の3の2に規定する登録周波数終了対策機関の給付金の交付決定者
- 電波法第102条の18第9項に規定する指定較正機関の較正員
- 無線従事者規則第13条に規定する国家試験一部免除認定校の教員
- 無線従事者規則第21条に規定する無線従事者養成課程の講師
  - アマチュア無線技士養成課程講師
- 無線従事者規則第34条に規定する無線従事者認定講習課程の講師
- 警察庁の一般職技術系職員
- 陸上自衛隊、海上自衛隊、航空自衛隊の技術陸曹・海曹・空曹（年齢制限がある。）
- 予備自衛官補（技能公募）（年齢制限がある。）

受験・受講資格の取得
- 電波法施行規則第34条の3に規定する主任無線従事者講習（ただし業務経歴を要する。）
- 甲種（特類を除く）消防設備士試験[14]
- 社会保険労務士試験[15]（一陸技のみ）
- 職業訓練指導員 (電子科)試験[16]

試験科目の免除
| 無線従事者 | 無線従事者             | 無線従事者                           |
| ---------- | ---------------------- | ------------------------------------ |
| 現有資格   | 受験資格               | 免除科目                             |
| 一陸技     | 第一級総合無線通信士   | 無線工学の基礎、無線工学A、無線工学B |
| 一陸技     | 第二級総合無線通信士   | 無線工学の基礎、無線工学A、無線工学B |
| 一陸技     | 第三級総合無線通信士   | 無線工学の基礎、無線工学             |
| 一陸技     | 第一級海上無線通信士   | 無線工学の基礎、無線工学A、無線工学B |
| 一陸技     | 第二級海上無線通信士   | 無線工学の基礎、無線工学A、無線工学B |
| 一陸技     | 第三級海上無線通信士   | 無線工学                             |
| 一陸技     | 第四級海上無線通信士   | 無線工学                             |
| 一陸技     | 第一級海上特殊無線技士 | 無線工学                             |
| 一陸技     | 第二級海上特殊無線技士 | 無線工学                             |
| 一陸技     | 第三級海上特殊無線技士 | 無線工学                             |
| 一陸技     | 航空無線通信士         | 無線工学                             |
| 一陸技     | 航空特殊無線技士       | 無線工学                             |
| 二陸技     | 第一級総合無線通信士   | 無線工学の基礎                       |
| 二陸技     | 第二級総合無線通信士   | 無線工学の基礎、無線工学A、無線工学B |
| 二陸技     | 第三級総合無線通信士   | 無線工学の基礎、無線工学             |
| 二陸技     | 第一級海上無線通信士   | 無線工学の基礎                       |
| 二陸技     | 第二級海上無線通信士   | 無線工学の基礎、無線工学A、無線工学B |
| 二陸技     | 第三級海上無線通信士   | 無線工学                             |
| 二陸技     | 第四級海上無線通信士   | 無線工学                             |
| 二陸技     | 第一級海上特殊無線技士 | 無線工学                             |
| 二陸技     | 第二級海上特殊無線技士 | 無線工学                             |
| 二陸技     | 第三級海上特殊無線技士 | 無線工学                             |
| 二陸技     | 航空無線通信士         | 無線工学                             |
| 二陸技     | 航空特殊無線技士       | 無線工学                             |

- 電気通信主任技術者[17]
- 工事担任者[18]
- 職業訓練指導員 (電子科)（一陸技）[16]

業務経歴による取得
- 教育職員[19]
  - 高等学校教諭一種（工業）、中学校教諭二種（職業）の普通免許状（一陸技、無線従事者として3年以上の業務経歴）
  - 同上の助教諭の臨時免許状（二陸技、同上）

免許保有による取得
- 高等学校教諭一種（工業）、中学校教諭二種（職業）の助教諭の臨時免許状（一陸技）

無線機器型式検定の申請
無線機器型式検定規則による申請において、受検機器（航空機用を除く。）の所定の試験を一陸技又は二陸技が行えば受検機器および一部書類の提出が免除される。
技術基準適合の確認
- 技適未取得機器による実験等の特例における届出に際し、機器が電波法の技術基準に適合することの確認ができる。[21]

就職先
1. 特定地上基幹放送事業者
2. 基幹放送局提供事業者
3. 大型海岸局の送信所
4. 無線標識局・無線航行陸上局（海上保安庁・航空局）
5. 電気通信事業者
6. 技術基準適合証明の登録証明機関
7. 登録検査等事業者等
8. 指定較正機関
9. 通信機器の製造業者、保守業者
10. 警察庁 - 一陸技の資格者を情報通信部門で勤務する技官（一般職の技術系職員）として定期的に募集している。
11. 自衛隊 - 技術曹として定期的に募集している。階級は一陸技・二陸技が各々1曹・2曹。職域は『電子整備』で通信機器の保守・整備が任務。